# Gabriel Toueg
Gabriel Toueg (São Paulo, 22 de janeiro de 1979) é um jornalista e tradutor brasileiro. Foi repórter, editor, correspondente internacional e atualmente é mestrando em Comunicação e Cultura pela Universidade de Sorocaba (Uniso).

## Biografia e formação
Nascido em São Paulo, Toueg é filho de uma dona de casa de fé espírita, de origem paulistana simples, e de um engenheiro judeu nascido no Egito, que chegou com os pais ao Brasil, aos 8 anos na década de 1950, fugidos do governo de Gamal Abdel Nasser. Tem dois irmãos. 
É formado em Comunicação Social com habilitação em Jornalismo pela Universidade Metodista de São Paulo (Umesp), turma de 2004. Aos 25 anos, logo após se graduar, Toueg deixou o Brasil e mudou-se para Jerusalém, em Israel, de onde passaria a trabalhar como correspondente para a imprensa brasileira e internacional. Ele viveria no país, do qual é também cidadão, até 2011.
Em 2011, voltou ao Brasil, assumiu como editor de internacional do portal do jornal O Estado de S. Paulo, trabalhou mais tarde na mesma função para o Metro Jornal. Em 2015, após casar-se pela primeira vez, mudou-se com a esposa para o Chile, onde viveram inicialmente na Patagônia e, mais tarde, na capital Santiago. Toueg voltou do Chile em meados de 2017 e divorciou-se.
Toueg é mestrando bolsista no PPGCC (Programa de Pós-Graduação em Comunicação e Cultura) pela Universidade de Sorocaba (Uniso), com pesquisa sobre o tráfico internacional de bebês brasileiros nos anos 1980, num esquema liderado na época por Arlete Hilú. Toueg pesquisa o tema desde 2012. Atualmente é casado e vive na cidade de Sorocaba, no interior de São Paulo, com a esposa.

## Carreira

### Primeiros anos
Toueg começou a carreira em 1997, já quando estava no primeiro semestre da faculdade de Jornalismo. Atuou em empresas de médio porte, atuando em veículos de nicho em funções como redator, repórter, coordenador de redação (espécie de editor com funções limitadas) e editor. Chegou a publicar dezenas de pequenas reportagens, mas fora da grande imprensa.

### Correspondente

#### Freelancer
A partir de 2004, quando se muda para Israel, passa a atuar junto a veículos da grande imprensa, trabalhando como correspondente freelancer para meios de comunicação no Brasil e no exterior. A primeira grande cobertura, para a Radio France Internationale (RFI) e para veículos brasileiros, foi realizada no verão de 2005, quando civis e militares israelenses foram retirados de forma unilateral da Faixa de Gaza.
Ao longo dos 7 anos em que viveu em Israel, realizou para diversos veículos coberturas diversas de conflitos, como quando acompanhou, para a RFI e para o Estadão, a Segunda Guerra do Líbano (2006) ou, para o Terra, o primeiro grande conflito entre Israel e o Hamas na Faixa de Gaza (2008-09) desde que o grupo palestino assumira o território um ano antes. 
Toueg também cobriu, entre inúmeras outras histórias, a visita do então presidente brasileiro Luiz Inácio Lula da Silva ao Oriente Médio, a primeira de um chefe de estado brasileiro desde D. Pedro II, que estivera na Terra Santa em 1876. Também acompanhou a visita de Bento XVI, então recém-eleito papa, à região. Fez outras inúmeras coberturas de temas relacionados à região, fossem ligados aos conflitos ou não.

#### Fixo
Entre o início de 2008 e o início de 2009, Gabriel Toueg compôs a rede de correspondentes internacionais da antiga Rádio Eldorado, que na época era "all-news", isto é, transmitia notícias 24 horas por dia, 7 dias por semana. Ao lado de colegas profissionais, Toueg transmitia a partir de Tel Aviv, onde morava na ocasião, com notícias locais e regionais. As entradas eram feitas ao vivo e em boletins gravados e transmitidos duas vezes por dia.

### Editor de internacional
De volta ao Brasil, em 2011, passou a atuar como editor online de Internacional do jornal O Estado de S. Paulo. À frente da editoria de internacional da versão online do jornal, Toueg liderou uma transição entre um modelo em que as redações ainda funcionavam de forma separada para um modelo integrado, com todos os jornalistas de cada editoria atuando para as várias plataformas. Ficou no jornal até o fim de 2012. 
Mais tarde, entre 2014 e 2015, por cerca de um ano e meio, foi editor de Mundo do Metro Jornal. Uma das coberturas mais marcantes feitas neste período foi o do ataque terrorista à sede do jornal satírico francês Charlie Hebdo em Paris, no início de janeiro de 2015. 

#### Agressão
Em 2012, ainda trabalhando no Estadão, Toueg foi agredido por seguranças do Metrô de São Paulo enquanto gravava imagens, no celular, de uma discussão acalorada entre agentes de segurança e um grupo de meninas em situação de rua. A discussão evoluiu para agressões físicas contra as menores de idade. O caso ganhou repercussão nacional, teve apoio da Associação Nacional de Jornais (ANJ) e de outras entidades de imprensa, mas, embora o jornalista tenha dado queixa e os seguranças tenham sido afastados por curto período, o caso acabou arquivado pela Justiça.

### Freelancer
Desde o início da carreira e depois que deixou as redações, em 2015, Toueg atua como jornalista freelancer, publicando em diversos veículos de imprensa, como Aventuras na História, BlueBus, MyNews, Época Negócios, Estadão, Folha de S.Paulo, o já descontinuado HuffPost Brasil, The Jewish News Marie Claire, Piauí, Revista da Cultura, Superinteressante e Viagem e Turismo, entre outros.   
Em 2020, passa a atuar como correspondente no Brasil para os serviços em inglês e em espanhol da agência de notícias estatal turca Anadolu, escrevendo principalmente sobre temas relacionados à política brasileira e à pandemia de coronavírus. Em 2021, passou a colaborar também com o UOL, cobrindo principalmente aspectos da pandemia de COVID-19 no Brasil e temas de tecnologia. 
Com o início da atual guerra na Faixa de Gaza, cujo gatilho foi o ataque do Hamas em outubro de 2023, Toueg passa a colaborar também para o jornal The Times of Israel, cobrindo efeitos e impactos da guerra no Brasil e na América Latina como um todo.

### Fora da imprensa
A partir da mudança para o Chile, em novembro de 2015, Toueg passa a atuar como UX Writer, tradutor e jornalista freelancer. No período, trabalhou principalmente para a LATAM Airlines, colaborando na fusão comunicacional entre as empresas que a formaram (a brasileira TAM e a chilena LAN). De volta ao Brasil, também trabalhou para a empresa aérea, agora a partir da sede em São Paulo.  

### Voluntário
No retorno ao Brasil, ajudou voluntariamente a estruturar a área de Comunicação da ONG SAS Brasil, da qual já havia sido voluntário no ano anterior.

## Pesquisas

### Tráfico de bebês
Desde 2012, Toueg tem pesquisado facetas relacionadas a um amplo esquema de tráfico de bebês brasileiros que eram sequestrados em casa ou em maternidades, e por vezes "obtidos" a partir do aliciamento de famílias pobres, para que fossem mais tarde vendidos para casais estrangeiros por valores que chegavam a dezenas de milhares de dólares. O esquema era liderado nos anos 1980 por Arlete Hilú.
O envolvimento do jornalista com o tema o levou a dar o furo, em abril de 2024, sobre a morte de Hilú, em uma cidade do interior de São Paulo. Toueg também publicou outras reportagens a respeito do assunto. Em meados de abril de 2024, foi convidado para falar a respeito pelo Adotivas Podcast. 
O tráfico internacional de bebês também é o tema da pesquisa de mestrado de Toueg, que busca entender aspectos da cobertura jornalística feita dos casos na época dos acontecimentos.

### Judeus árabes
Desde meados de 2013, Toueg pesquisa sobre a história de cerca de 1 milhão de judeus que saíram de países árabes e muçulmanos a partir do início dos anos 1950 até o final da década de 1970, como foi o caso de seu pai, sua tia e os avós paternos.

## Carreira acadêmica
Toueg foi premiado, em 2004, pelo seu Trabalho de Conclusão de Curso (TCC), uma biografia que escreveu do jornalista veterano Nahum Sirotsky, criador da revista Senhor (nos anos 1950) e o primeiro correspondente brasileiro na Organização das Nações Unidas (ONU), nos anos 1940, quando escrevia para o jornal O Globo.
Foi integrante, entre 2012 e 2015, do Grupo de Trabalho sobre Oriente Médio e Mundo Muçulmano (GTOMMM), coordenado pelo professor doutor Peter Demant, do Instituto de Relações Internacionais (IRI) da Universidade de São Paulo (USP).
A partir de março de 2024 inicia o mestrado no Programa de Pós-Graduação em Comunicação e Cultura da Universidade de Sorocaba (Uniso), com a pesquisa sobre o esquema comandado por Arlete Hilú.

### Atividades para estudantes
Toueg também tem oferecido palestras e aulas em diversas faculdades públicas e privadas sobre Oriente Médio, jornalismo internacional, cobertura de conflitos, mercado de trabalho etc. Em julho de 2013, Toueg criou o projeto voluntário Um Foca na Sexta, voltado a estudantes de jornalismo.